# LSU Tigers

Logo der LSU Tigers

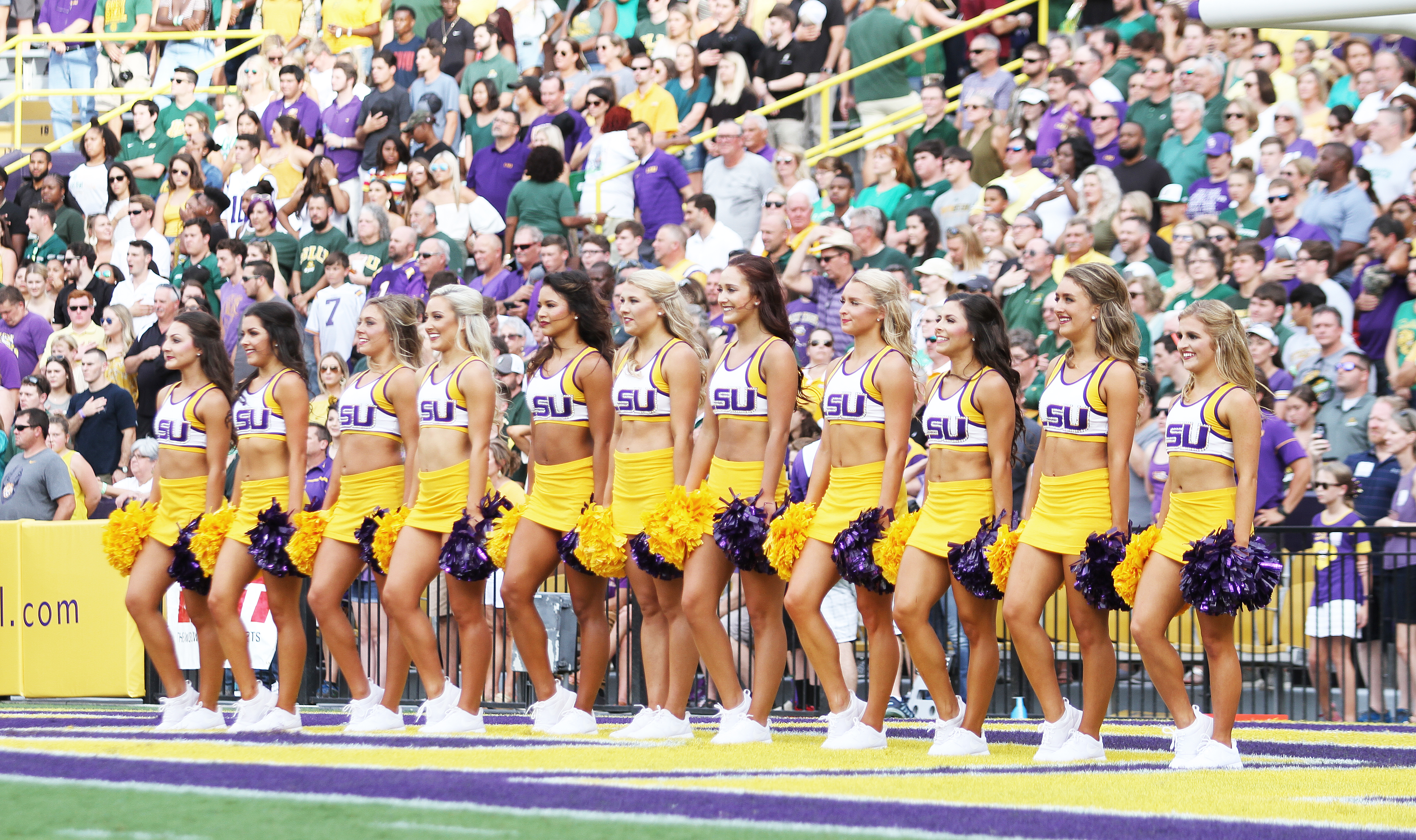
Cheerleader der LSU Tigers (2018)

Die LSU Tigers sind die Sportteams der Louisiana State University (LSU) in Baton Rouge, Louisiana. Die LSU hat insgesamt 21 verschiedene Sportteams, davon 9 Männer- und 12 Frauenteams. Die Frauenteams tragen teilweise die Bezeichnung Lady Tigers. Die Tigers gehören der Southeastern Conference (SEC) an, die Teamfarben sind Violett und Gold.

## Name und Farben
Zur Herkunft der Farben der LSU Tigers gibt es unterschiedliche Überlieferungen. Ursprünglich nutzte die Universität Weiß und Marineblau, die heutigen Farben wurden im Jahr 1893 übernommen. Eine Variante ist, dass Violett und Gold erstmals im Frühling 1893 bei einem Spiel des Baseballteams gegen die Tulane University getragen wurden und dass die Farben vom damaligen Kapitän der Baseballmannschaft ausgesucht wurden. Andererseits wird auch davon berichtet, dass die Farben erst vor dem ersten Footballspiel der LSU im Herbst 1893 offiziell eingeführt wurden. Für das Spiel wollte man zahlreiche farbige Bänder und Schleifen kaufen. Da Violett, Gold und Grün die Farben des Faschings in Louisiana (Mardi Gras) sind, waren vor allem diese Farben vorrätig, wobei gerade Grün nicht auf Lager war. Der Teamname geht auf den Spitznamen Louisiana Tigers für Truppen der Confederate States Army aus Louisiana zurück.

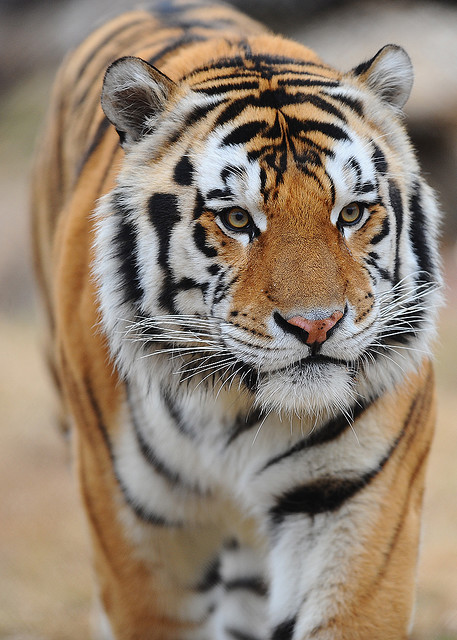
Mike VI (Maskottchen von 2007 bis 2016)

Seit 1936 gibt es das lebende Maskottchen Mike the Tiger.

## Sportarten
Die Tigers bieten folgende Sportarten an (Stand 2021):
Männer
- American Football
- Baseball
- Basketball
- Crosslauf
- Golf
- Leichtathletik
- Leichtathletik in Hallen
- Schwimmen
- Tennis

Frauen
- Basketball
- Beachvolleyball
- Crosslauf
- Fußball
- Golf
- Leichtathletik
- Leichtathletik in Hallen
- Schwimmen
- Softball
- Tennis
- Turnen
- Volleyball

## Football

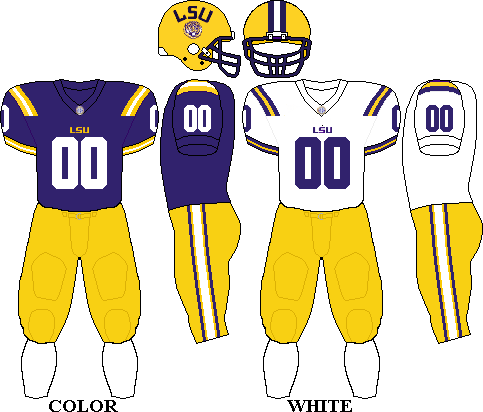
Uniformen der LSU Tigers

Das Footballteam wurde 1893 ins Leben gerufen und bestritt im Herbst sein erstes Spiel gegen die Tulane University. Bislang gewannen die Tigers vier nationale Meisterschaften (1958, 2003, 2007, 2019). Mit Runningback Billy Cannon (1959) sowie den Quarterbacks Joe Burrow (2019) und Jayden Daniels (2023) gewannen drei Footballspieler der LSU Tigers die Heisman Trophy als bester College-Football-Spieler.

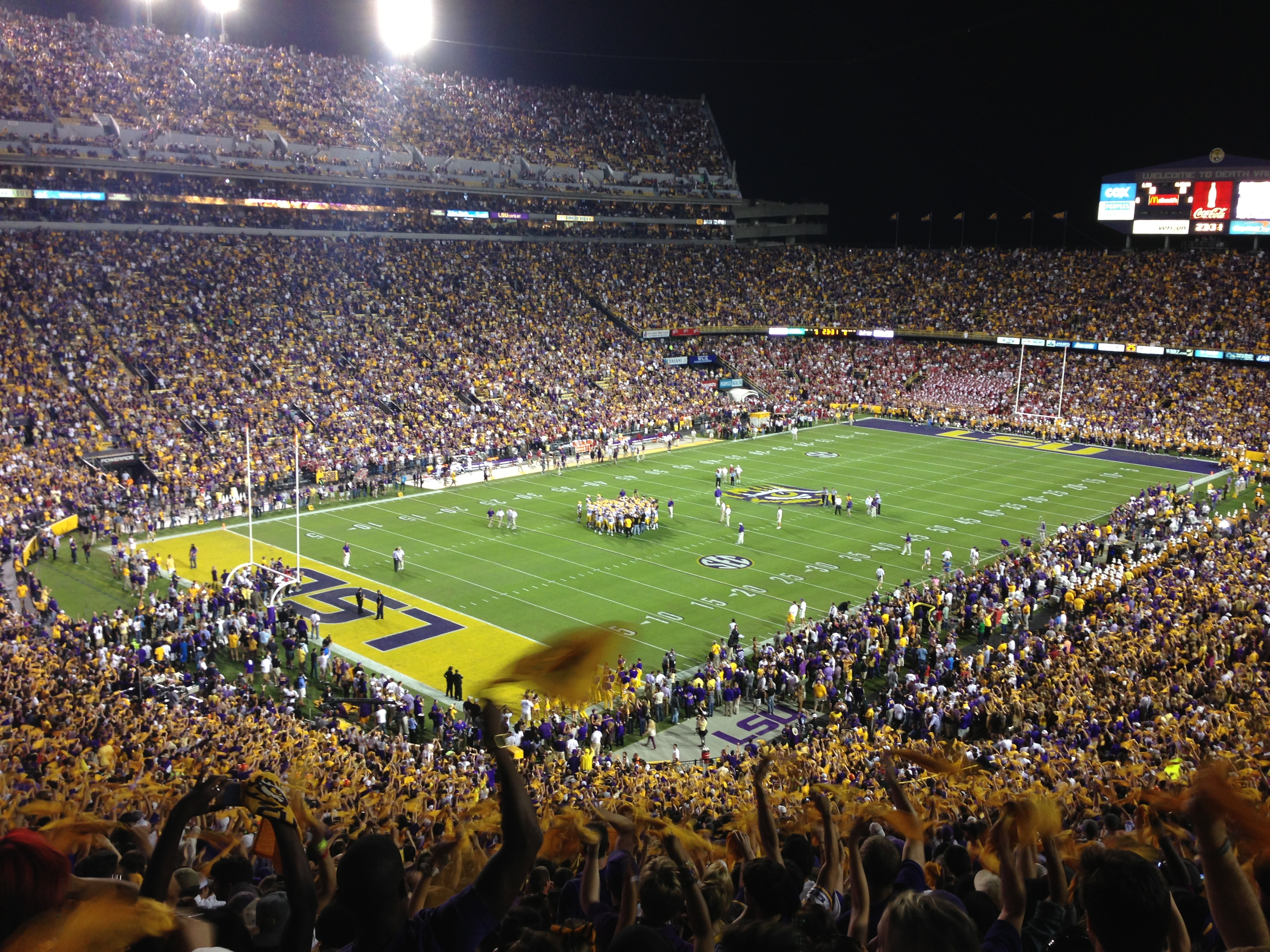
Das Tiger Stadium

Das Tiger Stadium wurde 1924 eröffnet und zählt heute mit 102.321 Sitzplätzen zu den größten Stadien der Welt.
Die älteste Rivalität der LSU Tigers besteht seit 1893 zu den Tulane Green Wave, die ebenfalls in Louisiana ansässig sind. Traditionell trugen die beiden Teams jährlich das Battle for the Rag aus. Allerdings fand seit 2009 kein Spiel zwischen LSU und Tulane mehr statt, vorwiegend aus finanziellen Gründen. Seitdem besteht keine besonders ausgeprägte Rivalität zwischen LSU und einem anderen Team. Andere Rivalen der Tigers sind die Alabama Crimson Tide, die Arkansas Razorbacks, die Auburn Tigers, die Florida Gators, die Ole Miss Rebels und die Texas A&M Aggies.

## Baseball
Das Baseballteam der LSU Tigers zählt zu den stärksten College-Baseball-Programmen der Nation. Seit 1991 gewannen die Tigers sechsmal die nationale Meisterschaft, davon viermal in den 90er-Jahren. Das Alex Box Stadium, Skip Bertman Field bietet Platz für 10.326 Zuschauer.

## Basketball
Das 1972 eröffnete Pete Maravich Assembly Center mit Platz für 13.215 Zuschauer ist Heimspielstätte sowohl der Frauen als auch der Männer. Die Frauen-Mannschaft gewann 2023 die nationale Meisterschaft.

## Leichtathletik
Das Leichtathletikteam der Männer besteht seit 1897 und gewann im Jahr 1933 den ersten nationalen Mannschaftstitel in der Geschichte der Tigers. Ein Frauenteam besteht erst seit 1980, konnte sich allerdings schnell als eine der besten Mannschaften etablieren. Im Jahr 1987 gewannen die Frauen ihre erste nationale Meisterschaft und dominierten die NCAA im folgenden Jahrzehnt. Bei 22 Meisterschaften (Freiluft und Halle) zwischen 1987 und 1997 gewann man 19 mal. Die LSU Tigers und Lady Tigers brachten mehrere Olympiasieger hervor: Sheila Echols, Esther Jones, Glenroy Gilbert, Derrick Brew, Kelly Willie, Richard Thompson und Armand Duplantis.